# فلسفة العلوم (مجلة)
فلسفة العلوم هي مجلة مخصصة لتعزيز الدراسات والمناقشات الحرة من وجهات نظر مختلفة في فلسفة العلوم. وهي مجلة أكاديمية محكمة.

## الانتماءات الرسمية
في يناير 1934، أعلنت مجلة فلسفة العلوم عن نفسها باعتبارها التعبير الخارجي الرئيسي لجمعية فلسفة العلوم، ويبدو أن هذا كان توقع مؤسسها، ويليام ماليسوف. المجلة هي حاليًا المجلة الرسمية للجمعية، التي أسسها فيليب فرانك وتشارلز ويست تشيرشمان رسميًا في ديسمبر 1947.